# Clare Mill
Clare Mill – obszar niemunicypalny w Mendocino County, w Kalifornii (Stany Zjednoczone), na wysokości 293 m. Znajduje się 6,4 km na zachód od Willits.